# Georg Christian Forstmeyer
Georg Christian Forstmeyer (* 13. April 1740 in Weißenburg; † 5. April 1804 ebenda) war ein Musiker und Komponist aus der Familie Forstmeyer.

## Leben
Forstmeyer war eines von 14 Kindern des Weißenburger Stadtmusikers David Andreas Forstmeyer und seiner Frau Eva Maria, geb. Wechsler. Von seinen Geschwistern sind Andreas Ehrenfried Forstmeyer und David Andreas Forstmeyer der Jüngere ebenfalls als Musiker tätig gewesen. Er besuchte die Lateinschule der Stadt Weißenburg, absolvierte vermutlich eine Musikerausbildung bei seinem Vater und übernahm 1771 die Aufgabe des Stadtmusikers und -türmers der Reichsstadt Weißenburg. Er verstarb 1804 im Alter von 63 Jahren.